# Haavard herse Hergilsson
Haavard herse Hergilsson (n. 663) fue un caudillo vikingo, jarl de Hålogaland (Hålogalandsjarl) en Noruega. Aparece en diversas listas genealógicas de Haakon Jarl que se remontan hasta el patriarcado de Odín. Su apodo no tenía relación con el rango de hersir como era habitual y también ostentó su padre, sino vinculado a un gobierno recio o despótico. Era hijo de Hergils Baardsson y padre de Harald trygil.